# Pont-Noyelles
 Pont-Noyelles  es una población y comuna francesa, en la región de Picardía, departamento de Somme, en el distrito de Amiens y cantón de Villers-Bocage (Somme).

## Demografía
| 303 | 326 | 538 | 715 | 800 | 789 |
| Para los censos de 1962 a 1999 la población legal corresponde a la población sin duplicidades (Fuente: INSEE [Consultar]) |     |     |     |     |     |